# Isatis tinctoria
Isatis tinctoria L. (altrimenti conosciuta con il termine di guado o gualdo) è una pianta biennale della famiglia delle Brassicacee (o cruciferae). Il guado fa parte delle cosiddette "piante da blu", da cui si ricava un colorante di questo colore.

## Descrizione
L'infiorescenza è costituita da una ventina di steli che portano fiori con sepali ellittici e petali gialli, di cui solo alcuni giungono a maturazione. Il diametro del cespo varia da 3,5 cm a 18 cm. Le foglie di forma lanceolata vanno da 1,5 cm a 5,0 cm di lunghezza.
Nel primo anno di vita la pianta rimane in una fase vegetativa nella quale forma una rosetta di foglie; nel secondo anno si ha lo sviluppo dello stelo fiorale che porta alla successiva fruttificazione. L'intera pianta è glauca.

## Origine e distribuzione
Di origine asiatica, fu quasi certamente introdotta nell'area europea fin dal neolitico. Secondo altre fonti, potrebbe essere stata importata in Italia dai Catari stabilitisi nella zona del Piemonte corrispondente all'attuale città di Chieri. In effetti, proprio nel triangolo tra Tolosa, Albi e Carcassonne nel ducato di Lauraguais si era sviluppata la coltura dell'Isatis tinctoria, da cui si estraeva il "blu pastello", estremamente ricercato nella pittura e nell'industria tessile, tanto da creare una ricchezza inaspettata in quelle zone povere, che da allora sono passate a essere definite il "paese di Cuccagna" (da cocagne, il nome francese del panetto di tintura blu commercializzato).
In Italia è diffusa maggiormente sulle Alpi Occidentali e Alpi Marittime (Valle d'Aosta, Piemonte, dove in lingua piemontese è chiamata guald, e Liguria), in alcune regioni del centro-nord (Toscana, Umbria e Marche) e del centro-sud (Abruzzo e Lazio). È presente anche in Sicilia e Sardegna (in lingua sarda viene chiamata guadu, in particolare la sottospecie canescens) ed è rintracciabile anche in Veneto, sia pure limitatamente alla provincia di Treviso.
Nella regione Marche, la coltivazione della pianta ha rappresentato una risorsa importante per l'antico Ducato di Urbino. Per ben comprendere l'importanza che assumeva l'industria del guado nello Stato di Urbino, basti leggere gli esaurienti Capitoli dell'arte della lana del 1555 che dettavano prescrizioni relative alla coltivazione e al commercio del guado, sia esso in pani che macerato (in polvere). A testimoniare l'importanza che questa coltura ebbe nell'economia oltre ai documenti di archivio, si è aggiunta l'individuazione di un centinaio di mole da macine censite da Delio Bischi nella Provincia di Pesaro e Urbino, il cui uso originale era divenuto completamente sconosciuto essendone perduta la memoria.

## Utilizzi

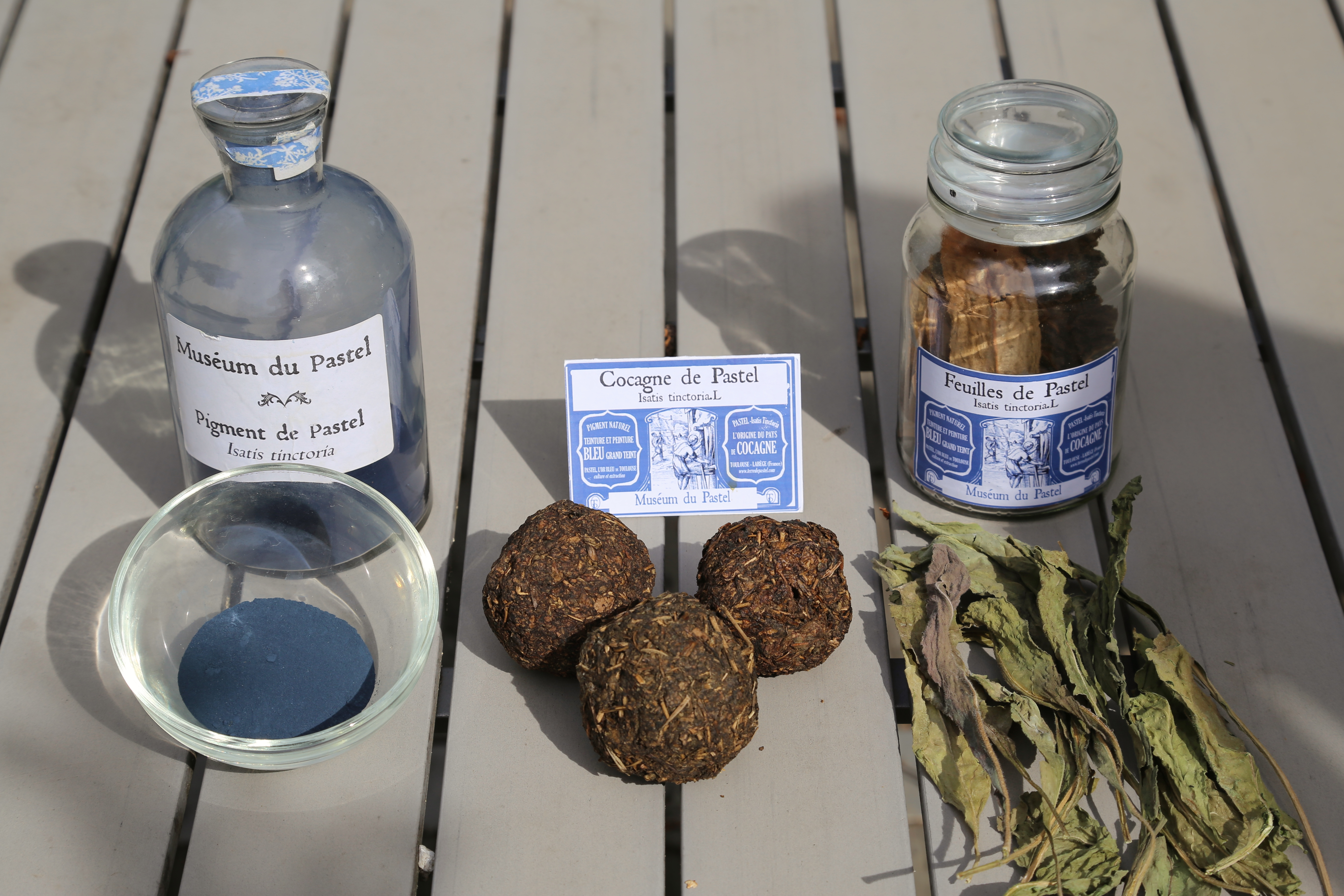
Dalla foglia alla tintura blu.

Il guado fa parte delle "piante da blu" insieme al guado cinese e alla Persicaria tinctoria.
Il colorante si estrae dalle foglie raccolte durante il primo anno di vita. Dopo la macerazione e la fermentazione in acqua si ottiene una soluzione giallo verde che, agitata e ossidata, produce un precipitato (indigotina). Il colorante, molto solido, è utilizzabile nella tintura della lana, seta, cotone, lino e juta, ma anche in cosmetica e per i colori pittorici; il padre di Piero della Francesca, Benedetto de' Franceschi, era un rinomato commerciante di guado dell'alta Valtiberina.
Fu coltivato in Italia soprattutto nei territori del Montefeltro e dell'Appennino umbro-marchigiano, almeno dal XIII secolo fino alla seconda metà del XVIII, quando la concorrenza dell'indaco asiatico e americano ne ridusse drasticamente la produzione.
La solidità del colore è provata dagli arazzi medioevali giunti fino a noi: i verdi dell'Arazzo di Bayeux, ottenuti con guado sormontato sul giallo della ginestra minore, e i blu dell'Arazzo dell'apocalisse hanno superato i secoli.
Il guado era tra i coloranti indaco utilizzati un tempo per la tintura della tela con cui venivano confezionati i blue jeans.
Con il colorante a base di guado i Britanni si tingevano il volto del caratteristico colore blu/azzurro che rendeva il loro aspetto più terribile in battaglia.